# Loireauxence
Loireauxence é uma comuna francesa na região administrativa do País do Loire, no departamento de Loire-Atlantique. Estende-se por uma área de 118.28 km². Em 2010 a comuna tinha 7 633 habitantes (densidade: 64,5 hab./km²).
Foi criada em 1 de janeiro de 2016, a partir da fusão das antigas comunas de Varades, Belligné, La Chapelle-Saint-Sauveur e La Rouxière.